# Bathyteuthidae
Bathyteuthidae is een familie van weekdieren uit de klasse van de Cephalopoda (inktvissen). 

## Geslachten
- Bathyteuthis Hoyle, 1885

### Synoniemen
- Benthoteuthis Verrill, 1885 => Bathyteuthis Hoyle, 1885